# 분메이
분메이(文明, ぶんめい)는 일본의 연호(元号) 중 하나이다.
- 전후 : 오닌(応仁) 이후 - 조쿄(長享) 이전.
- 시기 : 1469년 ~ 1486년
- 천황 : 고쓰치미카도 천황
- 쇼군 : 무로마치 막부의 아시카가 요시마사, 요시히사

## 개원(改元)
- 오닌 3년 4월 28일(율리우스력 1469년 6월 8일), 전란에 의해 개원.
- 분메이 19년 7월 20일(율리우스력 1487년 8월 9일), 조쿄로 개원된다.

## 출전
『주역』의 「文明以健、中正而応、君子正也」.

## 분메이 시기에 일어난 일
- 3년
  - 7월 27일 : 렌뇨가 에치젠에 요시자키고보(吉崎御坊)를 세우다.
- 6년
  - 2월 16일 : 잇큐 소준이 다이토쿠지(大徳寺)의 주지에 취임. 오닌의 난 이후 다이토쿠지의 부흥에 공헌했다.
- 9년
  - 11월 20일 : 오닌 원년부터 계속되온 오닌의 난이 끝나다.
- 14년
  - 2월 4일 : 아시카가 요시마사가 히가시야마에 지쇼지(慈照寺) 관음전(긴카쿠지(銀閣寺))의 조영을 개시하다.

## 서력과의 대조표
| 분메이 | 원년   | 2년    | 3년    | 4년    | 5년    | 6년    | 7년    | 8년    | 9년    | 10년   | 11년   | 12년   | 13년   | 14년   | 15년   | 16년   | 17년   | 18년   | 19년   |
| ------ | ------ | ------ | ------ | ------ | ------ | ------ | ------ | ------ | ------ | ------ | ------ | ------ | ------ | ------ | ------ | ------ | ------ | ------ | ------ |
| 서력   | 1469년 | 1470년 | 1471년 | 1472년 | 1473년 | 1474년 | 1475년 | 1476년 | 1477년 | 1478년 | 1479년 | 1480년 | 1481년 | 1482년 | 1483년 | 1484년 | 1485년 | 1486년 | 1487년 |
| 간지   | 기축   | 경인   | 신묘   | 임진   | 계사   | 갑오   | 을미   | 병신   | 정유   | 무술   | 기해   | 경자   | 신축   | 임인   | 계묘   | 갑진   | 을사   | 병오   | 정미   |

## 같이 보기
- 일본의 연호 일람
- 문명(文明) : 당나라(唐)의 연호(684년).

| 이전 오닌 | 일본의 연호 1469년 ~ 1487년 | 다음 조쿄 |